# Sheppard (band)
Sheppard is een Australische indiepopband.

## Biografie
Sheppard ontstond in 2009 toen George Sheppard en zijn zussen, Amy en Emma samen met Jay Bovino en later nog 2 andere muzikanten, Michael Butler en Dean Gordon, de band vormden. Hun debuutsingle verscheen in 2014. Geronimo bereikte de eerste plaats in Australië en verscheen later in andere hitparades, zoals in Nieuw-Zeeland, Zwitserland, Ierland, Polen, Tsjechië, Slowakije, Nederland en België. In 2018 haalde Sheppard opnieuw de internationale hitlijsten met Coming Home. In Nederland kreeg dit nummer veel bekendheid tijdens het WK voetbal in Rusland, nadat de NOS Coming Home gebruikte als afsluitingsnummer van het programma Studio Rusland. In 2019 deed Sheppard mee aan de Australische voorronde van het Eurovisiesongfestival, Eurovision: Australia Decides, met het lied On my way.

## Discografie

### Albums
- Sheppard - 2012, ep
- Bombs Away - 2014
- Undercover - 2017, ep
- Watching the sky - 2018
- Kaleidoscope Eyes - 2021

| Album met eventuele hitnotering(en) in de Nederlandse Album Top 100 | Datum van verschijnen | Datum van binnenkomst | Hoogste positie | Aantal weken | Opmerkingen |
| ------------------------------------------------------------------- | --------------------- | --------------------- | --------------- | ------------ | ----------- |
| Bombs Away                                                          | 2015                  | 21-03-2015            | 51              | 2            |             |

| Album met hitnotering(en) in de Vlaamse Ultratop 200 albums | Datum van verschijnen | Datum van binnenkomst | Hoogste positie | Aantal weken | Opmerkingen |
| ----------------------------------------------------------- | --------------------- | --------------------- | --------------- | ------------ | ----------- |
| Bombs Away                                                  | 2015                  | 28-03-2015            | 93              | 1            |             |

### Singles
| Single met eventuele hitnotering(en) in de Nederlandse Top 40 | Datum van verschijnen | Datum van binnenkomst | Hoogste positie | Aantal weken | Opmerkingen                          |
| ------------------------------------------------------------- | --------------------- | --------------------- | --------------- | ------------ | ------------------------------------ |
| Geronimo                                                      | 2014                  | 25-10-2014            | 4               | 22           | Nr. 10 in de Single Top 100          |
| Let Me Down Easy                                              | 2015                  | 18-04-2015            | tip 2           | -            | Nr. 87 in de Single Top 100          |
| Coming Home                                                   | 2017                  | 30-12-2017            | tip9            | -            |                                      |
| Coming Home                                                   | 2017                  | 07-07-2018            | 12              | 12           | Re-entry Nr. 67 in de Single Top 100 |
| Die Young                                                     | 2019                  | 07-12-2019            | 13              | 24           |                                      |
| Symphony                                                      | 2020                  | 15-08-2020            | 30              | 9            |                                      |
| Learning to Fly                                               | 2020                  | 06-02-2021            | 21              | 12           |                                      |

| Single met hitnotering(en) in de Vlaamse Ultratop 50 | Datum van verschijnen | Datum van binnenkomst | Hoogste positie | Aantal weken | Opmerkingen |
| ---------------------------------------------------- | --------------------- | --------------------- | --------------- | ------------ | ----------- |
| Geronimo                                             | 2014                  | 27-09-2014            | 9               | 21           |             |
| Keep Me Crazy                                        | 2017                  | 06-05-2017            | tip26           | -            |             |
| Coming Home                                          | 2017                  | 14-07-2018            | 32              | 19           |             |
| On My Way                                            | 2019                  | 16-02-2019            | tip 13          | -            |             |
| Die Young                                            | 2019                  | 02-11-2019            | tip 16          | -            |             |
| Symphony                                             | 2020                  | 08-08-2020            | tip 4           | -            |             |
| Learning To Fly                                      | 2020                  | 23-01-2021            | 14              | 17           |             |
| Good Time                                            | 2023                  | 22-04-2023            | 18              | 20           |             |

### NPO Radio 2 Top 2000
Van Sheppard stond alleen Geronimo in 2015 in de NPO Radio 2 Top 2000, op plek 1281.